# Shneior Lifson

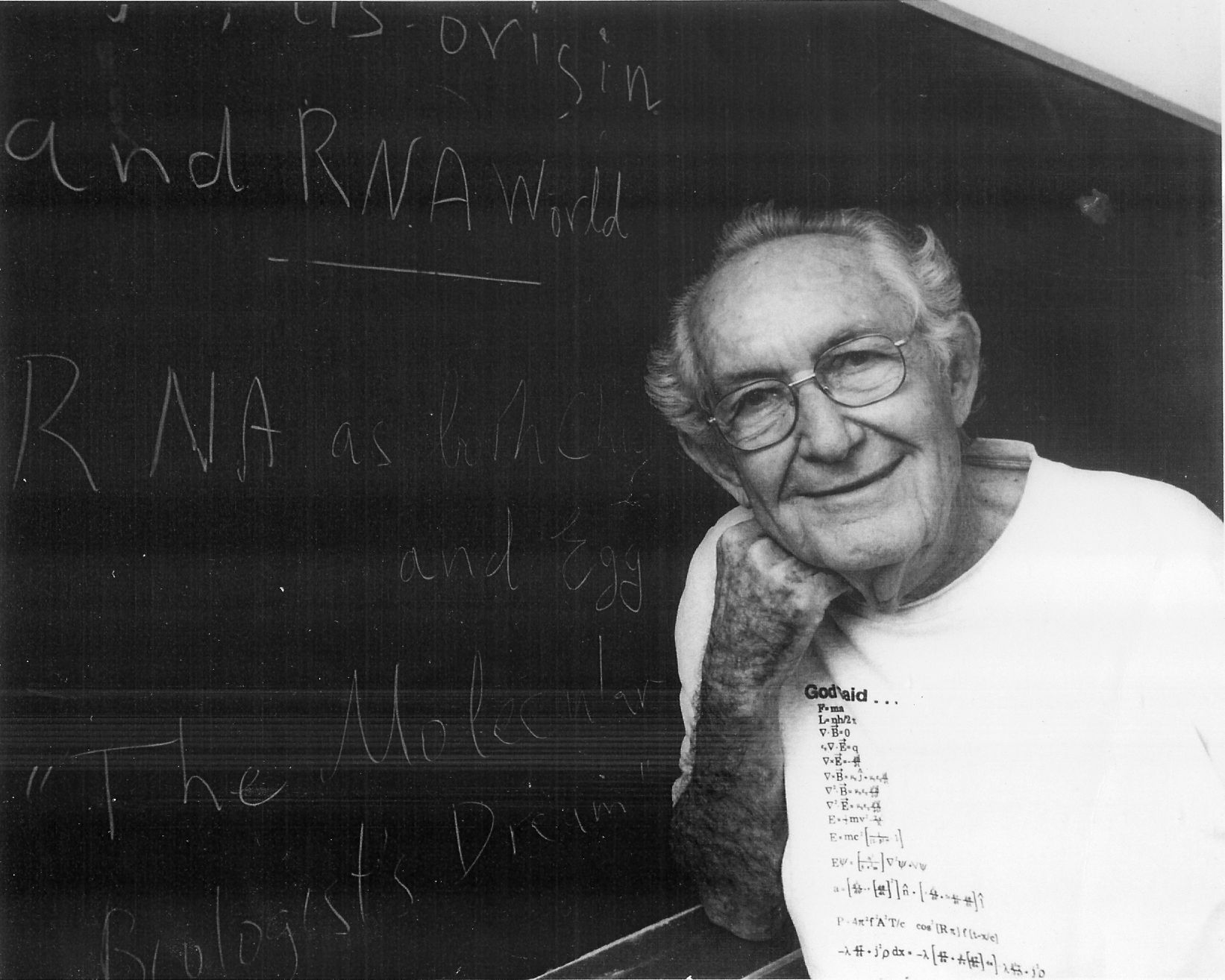
Shneior Lifson

Shneior Lifson (hebräisch שניאור ליפסון; * 18. März 1914 in Tel Aviv; † 22. Januar 2001)  war ein israelischer Chemiker.
Lifson war über zehn Jahre 1932 bis 1945 im Kibbuz, bevor er ab 1943 Physik, Mathematik und Chemie an der Hebräischen Universität studierte. 1948/49 kämpfte er im Palästinakrieg in den Israelischen Verteidigungsstreitkräften und setzte seine wissenschaftliche Laufbahn 1949 nach dem Erhalt des Master-Abschlusses fort. Er ging in die Abteilung Polymerforschung am Weizmann-Institut. 1954 wurde er an der Hebräischen Universität bei Aharon Katzir mit der Arbeit Free Energy of Polyelectrolyte Solutions promoviert. Als Post-Doktorand war er an der Cornell University bei Peter Debye und in Leiden bei Jan Josef Hermans. 1958 bis 1961 war er Gastprofessor am Technion und 1959/60 bei Paul M. Doty in Harvard, an den Convair Laboratories in San Diego bei I. Oppenheim und an der University of Oregon bei T. L. Hill. Ab 1961 war er Professor für Chemische Physik am Weizmann-Institut. 1979 emeritierte er, war aber weiter wissenschaftlich aktiv. 1963 bis 1967 war er wissenschaftlicher Direktor des Weizmann Instituts, 1972 bis 1978 Dekan der Chemie Fakultät und 1963 bis 1979 Leiter der Abteilung Chemische Physik.
1974/75 war er Rektor der Open University of Israel und war deren Ehren-Fellow.
Er befasste sich mit Polymerforschung, statistischer Thermodynamik (insbesondere von Polymeren, Phasenübergänge bei Biopolymeren), inter- und intramolekularen Kräften, theoretischer Molekularbiologie und Fragen des Ursprungs des Lebens.
1958 erhielt er den Weizmann-Preis, 1969 den Israel-Preis und 1997 wurde er Ehrendoktor der Hebräischen Universität. 1999 wurde er Mitglied der  Israelischen Akademie der Wissenschaften. Er war im Fachbeirat des Max-Planck-Institut für Biophysikalische Chemie in Göttingen.